# Elezioni presidenziali in Algeria del 2009
Le elezioni presidenziali in Algeria del 2009 si tennero il 9 aprile e videro la riconferma del Presidente uscente Abdelaziz Bouteflika.

## Risultati
| Candidati            | Partiti                              | Voti       | %     |
| -------------------- | ------------------------------------ | ---------- | ----- |
| Abdelaziz Bouteflika | Fronte di Liberazione Nazionale      | 13 019 787 | 90,23 |
| Louisa Hanoune       | Partito dei Lavoratori               | 649 632    | 4,50  |
| Moussa Touati        | Fronte Nazionale Algerino            | 294 411    | 2,04  |
| Djahid Younsi        | Movimento per la Riforma Nazionale   | 208 549    | 1,45  |
| Ali Fawzi Rebaine    | Ahd 54                               | 133 315    | 0,92  |
| Mohammed Said        | Partito della Giustizia e la Libertà | 124 559    | 0,86  |
| Totale               | Totale                               | 14 430 253 | 100   |